# 하이브리드 그래픽스
하이브리드 그래픽스 주식회사(Hybrid Graphics Ltd.), 흔히 하이브리드 그래픽스(Hybrid Graphics)로 알려져 있는 이 회사는 1994년부터 2007년까지 핀란드, 헬싱키에서 활동했던 그래픽 소프트웨어 기술 회사이다. 2006년 엔비디아에 인수된 후, 하이브리드 그래픽스는 현재 엔비디아 코퍼레이션의 헬싱키 지사이다.

## 역사
2000년까지 하이브리드는 컴퓨터 게임용 미들웨어 솔루션으로 널리 알려졌다. 하이브리드의 또 다른 사업 부문은 3D 그래픽을 사용한 이미지 제작으로, 이 사업은 2004년에 페이크 그래픽스 주식회사로 분사되었다. 당시 회사의 가장 중요한 제품은 OpenGL 기반 그래픽스 라이브러리 SurRender 3D (1996–2000)였다. 2000년에 하이브리드는 스타 워즈 갤럭시(Star Wars Galaxies) 및 에버퀘스트 II를 포함한 많은 MMORPG에서 사용되는 dPVS(동적 가시 세트) 가시성 최적화 미들웨어를 출시했다. 2006년 dPVS 기술은 움브라 소프트웨어 주식회사에 인수되었다.
하이브리드 그래픽스는 크로노스 그룹 및 자바 커뮤니티 프로세스의 컨텍스트에서 OpenGL ES 및 OpenVG 모바일 그래픽 API의 최초 상용 구현을 제공했으며, M3G (JSR-184) 자바 표준 개발에 적극적으로 참여했다. 하이브리드는 또한 SIGGRAPH에 발표된 여러 논문을 포함하여 컴퓨터 그래픽에 대한 학술 연구를 후원했다.